# Djurgårdens IF herrfotboll 1899
Djurgårdens IF Fotboll, säsongen 1899, den första inom fotboll för Djurgårdens IF.
Redan den 12 mars 1891 bildades Djurgårdens IF, men utan någon fotbollsenhet. Under året 1899 hjälpte Teodor Andersson, en före detta GAIS-spelare, till att starta upp Djurgårdens fotbollssektion.
Djurgårdens fotbollslag tävlade i greven Clarence von Rosen:s nationella fotbollstävling Rosenska Pokalen där laget precis som AIK fick stryk av turneringssegraren Gefle IF.
Djurgårdens fotbollslag kallades för de fruktade djurgårdarne (källa).